# Колыван
Колыва́н — имя богатыря (или богатырей), упоминаемого в русских былинах позднего цикла. В разных версиях встречаются Колыван Колыванович, Колыван Иванович. Отчество «Колыванович» приписывается иногда богатырям Святогору, Самсону, Бутману и Ивану. В сборнике былин Кирши Данилова есть былины о Самсоне Колывановиче и Бутмане Колывановиче.
По сюжету былин Колыван часто выступает совместно с Ильёй Муромцем и Самсоном-богатырём. В частности, встречается вариант былины с известным сюжетом о похвальбе перевернуть землю и подъёме сумы перемётной, где героями выступают эти три богатыря. Чаще Колыван выступает лишь как эпизодический персонаж былины.
По мнению некоторых специалистов, в образе Бутмана Колывановича отражены черты характера Бутенанта фон Розенбуша.

## Связь с Таллином и история упоминания имени
В конце XX века была предложена версия, согласно которой происхождение в былинах отчества «Колыванович» идёт от старого русского названия Таллина — Колывань.
Таллин продолжает называться Колыванью ещё в XVII и XVIII столетиях. Так, в ноте Карлу XII, которой Россией объявлялось война Швеции, Таллин упоминался под этим названием. При этом Шафиров, указывая на законность притязания русских на Эстонию, выводит имя Колывань от русских слов кола (ограды) Ивана. Колывань фигурирует в документах в начале XVIII века, когда Пётр Первый в письме фельдмаршалу Б. П. Шереметеву от 5 августа 1702 года, касаясь военных действий в Прибалтике, писал о желательности продвинуться к Колывани.